# Осечка
Осечка — явление, состоящее в том, что после исполнения всего необходимого для воспламенения заряда в огнестрельном оружии (разбивание капсюля в патроне при стрельбе из ружей и орудий, стреляющих унитарным патроном; воспламенение вытяжной трубки или электрического запала при стрельбе из орудий) не происходит выстрела. Является разновидностью более широкого понятия — задержек при стрельбе.
Причины осечек варьируются в зависимости от типа оружия, но в целом относятся к двум группам:
- неисправность ударно-спускового механизма: ослабшая боевая пружина, загрязнение механизма, обломанный или изношенный боёк; в кремнёвом оружии — изношенный или негодный кремень или кресало; в случае электрического воспламенения — неисправность источника тока или электрической цепи запала;
- неисправность боеприпаса: негодный капсюль, отсыревший пороховой заряд; в кремнёвом оружии — отсыревший порох на полке или его отсутствие, забитое грязью затравочное отверстие.

Осечку следует отличать от затяжного выстрела, когда выстрел происходит, но спустя длительное время после спуска.